# شهرستان الرمیثه
شهرستان الرمیثه (به عربی: قضاء الرميثة) یک شهرستان‌های عراق در عراق است که در استان مثنی واقع شده‌است.